# أورلين شالمرز
أورلين شالمرز هو لاعب كرة قدم كندي في مركز الدفاع، ولد في 30 يناير 1982. لعب مع Toronto Croatia ‏.